# Малкога суматранська
Малко́га суматранська (Phaenicophaeus sumatranus) — вид зозулеподібних птахів родини зозулевих (Cuculidae). Мешкає в Південно-Східній Азії.

## Опис

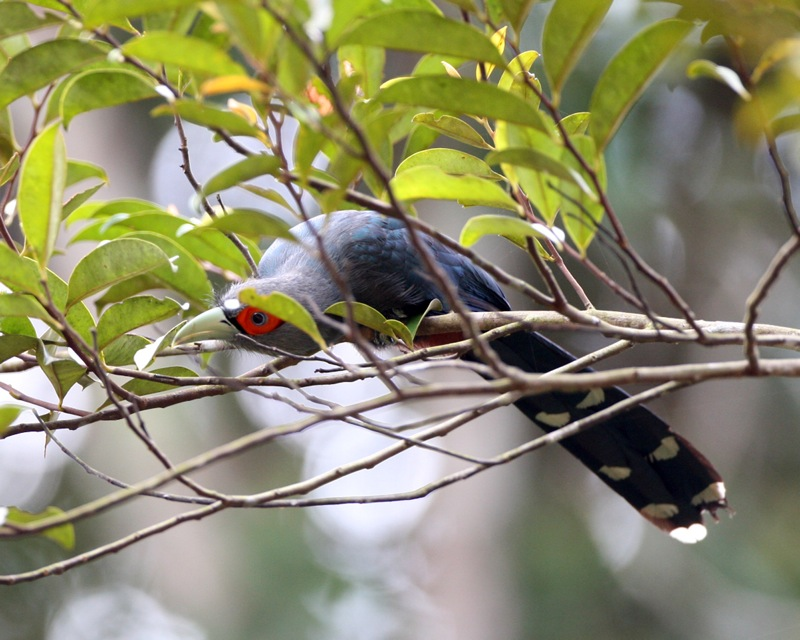
Суматранська малкога

Довжина птаха становить 40 см. Голова, горло і груди сірі, живіт і нижні покривні пера хвоста рудувато-коричнева або каштанові. Верхня частина тіла темно-зелена, блискуча, крила і хвіст синьо-зелені. Стернові пера мають широкі білі кінчики, помітні на нижній стороні хвоста. Навколо очей плми голої червоної шкіри. Очі світло-блакитні, дзьоб великий, світло-жовто-зелений, лапи сірі або сіро-зелені.

## Поширення і екологія
Суматранські малкоги мешкають на Малайському півострові, на Суматрі і Калімантані та на сусідніх островах. Вони живуть у вологих тропічних лісах, на узліссях і галявинах, в мангрових і заболочених лісах та на дуріанових плантаціях. Зустрічаються на висоті до 1200 м над рівнем моря. Живляться комахами, зокрема богомолами, цвіркунами, кониками і великою волохатою гусінню, іноді також амфібіями. Не практикують гніздовий паразитизм. Гніздування на Калімантані відбувається у липні-серпні. Гніздо чашоподібне, розміщується на дереві або в чагарниках. В кладці 2 білих яйця.

## Збереження
МСОП класифікує стан збереження цього виду як близький до загрозливого. Суматранським малкогам загрожує знищення природного середовища.